# Гибсон, Джеймс Джером
 Гибсон, Джеймс Джером — американский психолог, считающийся одним из известнейших когнитивных психологов в области зрительного восприятия XX века. Вместе с Е. Брюнсвиком и Р. Баркером является основоположником экологического подхода к перцептивной активности. Экологический подход явился результатом соединения функциональной психологии с философским реализмом.
В Принстонском университете обучался у одного из основателей американского неореализма, ученика и друга Уильяма Джеймса, Эдвина Холта (Edwin Holt). Докторскую степень получил в Принстонском университете. Преподавал в Колледже Смит (1928—1949) и Корнеллском университете (1949—1972).
В 1950 в работе Восприятие видимого мира предложил альтернативу влиятельному на тот момент бихевиоризму, высказав идею, что животные «берут образцы» информации из внешнего (амбиентного) мира. Кроме того, Гибсон предлагает термин «аффорданс», характеризующий те возможности активного действия, которые предоставляют индивиду определенные внешние объекты и среда в целом. Это понятие оказывает существенное влияние на исследования и практику в сфере дизайна и эргономики.
В последние годы Гибсон подверг критике когнитивизм. Гибсон поддерживал идею «прямого восприятия», или «прямого реализма», противопоставляя её когнитивистской идее «непрямого реализма». Согласно теории прямого восприятия Гибсона, восприятие может быть сведено к потокам информации в рецепторах органов чувств, отражающими также и контекст чувственного опыта. Среда и сопровождающая перцепцию активность субъекта в достаточной степени структурируют стимульную информацию. Стимульная информация чувственного опыта и комплексные процессы восприятия не опосредуется никакими другими более высокого уровня когнитивными процессами, процессами происходящими в головном мозге. Свой новый подход Гибсон назвал экологической психологией. Модель восприятия Гибсона называется экологической поскольку он исследует восприятие так как оно происходит не в искусственных условиях эксперимента с обедненной контекстуальной информацией, а в комплексной среде повседневной действительности. Он отвергал точку зрения информационной обработки на познание. С годами влияние идей Гибсона возрастает, в особенности в сфере так называемого пост-когнитивизма.
Гибсон был женат на известном психологе и своем соавторе Элеанор Гибсон.